# DOSKEY.COM
DOSKEY.COM ist ein TSR-Programm, das Bestandteil des Betriebssystems MS-DOS seit der Version 5.0 ist. Es macht die Befehlseingabe über die Kommandozeile komfortabler.
DOSKEY.COM erweitert den Kommandozeileninterpreter COMMAND.COM um die folgenden Funktionen.
- Es merkt sich die zuletzt eingegebenen Kommandos und ermöglicht sowohl, sie mit den Pfeiltasten erneut aufzurufen, als auch, sie in der Kommandozeile zu bearbeiten.
- Makros, mit denen mehrere Befehle zu einem Befehl zusammengefasst werden können, können erstellt werden.
- Zahlreiche weitere Tasten können in der Kommandozeile genutzt werden. So löscht Esc den kompletten Inhalt der Kommandozeile; F8 sucht in der Kommandohistorie nach der aktuell eingegebenen Zeichenfolge; und F7 zeigt die komplette gespeicherte Kommandohistorie an.

Die Funktionen des Programms DOSKEY.COM sind in dem Betriebssystem Windows NT seit der Version Windows 2000 in dem Kommandozeileninterpreter cmd.exe eingebaut, sodass das Programm DOSKEY.COM in diesen Betriebssystemen keine zusätzliche Funktion bietet.